# Château de Tournay
Château de Tournay är ett slott i Schweiz. Det ligger i kantonen Genève, i den sydvästra delen av landet. Château de Tournay ligger 447 meter över havet och norr om orten Pregny.
Terrängen runt Château de Tournay är huvudsakligen platt, men åt sydost är den kuperad. Landskapet är en mosaik av jordbruksmark och bebyggelse.